# Puukko

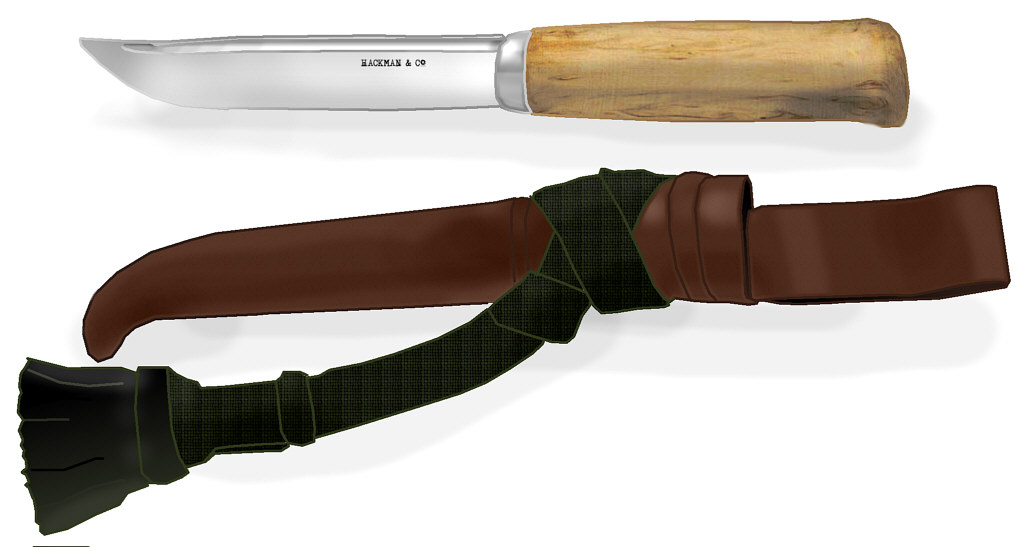
Un puukko cu teacă

Puukko-ul (din finlandeză puu, copac, lemn) este un tip tradițional de cuțit finlandez. Este caracterizat de o lamă scurtă, cu un singur tăiș și un spate plat. În mod tradițional, mânerul nu include nici o gardă de protecție și plăsea este făcută din lemn sau din scoarță de mesteacăn. Se poartă la centură într-o teacă din piele. 
Puukko-ul se folosește pentru diverse activitate în aer liber – îndepărtarea pielii la vânătoare, eviscerarea peștelui la pescuit, tăierea unor ramuri de copac, șamd –, pentru cioplirea în lemn, precum și ca topor de gheață când purtătorul cade prin gheață. Este considerat o parte integrantă din patrimoniul cultural finlandez.

## Legături externe
- en  Nordiska knivar, despre cuțite tradiționale nordice